# Francesca Flati
Francesca Flati (Roma, 16 novembre 1982) è una politica italiana, deputata della XVIII legislatura della Repubblica Italiana per il Movimento 5 Stelle.

## Biografia
Si laurea in Ingegneria Gestionale (laurea di secondo livello), con una tesi su opportunità e problematiche delle diverse modalità di gestione dei Servizi Pubblici Locali.
Ha lavorato nel settore online, nella Consulenza di Web Marketing, Marketing Management e nello sviluppo di Siti Web.
Nel 2011 ha fondato Rock By Wild, un’agenzia di promozione musicale che si occupa di diffondere la cultura del genere rock a 360° e di organizzare eventi culturali e musicali.

## Attività politica
Attivista da anni del Movimento 5 Stelle nel IX Municipio di Roma, nel corso degli anni ha supportato le attività coordinando diversi gruppi di lavoro e attivandosi nelle campagne elettorali.
Alle elezioni politiche del 2018 è stata eletta alla Camera dei Deputati nel collegio plurinominale Lazio 1 - 03. 
Durante la XVIII Legislatura è stata componente della V Commissione (Bilancio, Tesoro e Programmazione) e della Commissione di Vigilanza dei Servizi Radio Televisivi (Rai). A settembre 2019 ha sostituito Gianluigi Paragone come capogruppo del Movimento 5 Stelle nella Commissione di Vigilanza dei Servizi Radio Televisivi (Rai).Ha fatto parte della Commissione speciale per l'esame degli atti del Governo e della Sezione Bilaterale di Amicizia Italia-Svizzera.
Dal 21 gennaio 2020 ricopre, all'interno del Movimento 5 Stelle, il ruolo di facilitatore regionale nell'Area Relazioni Esterne della Regione Lazio.
Inoltre, si è interessata di parità di genere, della normativa relativa agli Enti Locali e della gestione delle società partecipate dal pubblico e si è impegnata in particolar modo nella tutela dei diritti degli animali.
Alle elezioni politiche del 2022 si è ricandidato alla Camera nel collegio uninominale Lazio 1 - 04 (Roma: Municipio VII) per il Movimento 5 Stelle, dove ottiene il 14,87% ed è superata da Roberto Morassut del centrosinistra (35,06%) e Maria Teresa Bellucci del centrodestra (34,69%), e in seconda posizione nel collegio plurinominale Lazio 1 - 03, non risultando rieletta.